# Nibiru (álbum)
Nibiru é o terceiro álbum de estúdio do cantor Ozuna. Foi lançado pela Aura Music e Sony Music Latin em 29 de novembro de 2019.

## Antecedentes
Ozuna anunciou o disco pela primeira vez em novembro de 2018, três meses após o lançamento de seu segundo álbum, Aura. Enquanto ele a referenciava em um verso de seu single "Luz Apaga", a música não foi incluída no álbum. Um ano depois, Ozuna disponibilizou o álbum para pré-salve e publicou a capa do álbum no Instagram . As faixas de Ozuna, "Cambio" e "Muito Calor", este último uma colaboração com a cantora Anitta, também deveriam estar no álbum, mas não foram listadas.

## Lista de faixas
Lista de faixas adaptadas do Apple Music.
| N.º            | Título                                       | Duração |  |
| 1.             | "Nibiru"                                     | 2:38    |  |
| 2.             | "Hasta Que Salga el Sol"                     | 3:08    |  |
| 3.             | "Temporal" (Com Willy)                       | 3:58    |  |
| 4.             | "Fantasía"                                   | 2:55    |  |
| 5.             | "Yo Tengo una Gata" (Com Sech)               | 3:04    |  |
| 6.             | "Fuego"                                      | 3:29    |  |
| 7.             | "Eres Top" (Com Diddy e DJ Snake)            | 3:24    |  |
| 8.             | "Pégate"                                     | 3:18    |  |
| 9.             | "Patek" (Com Anuel AA e Snoop Dogg)          | 4:09    |  |
| 10.            | "Difícil Olvidar"                            | 3:31    |  |
| 11.            | "Sin Pensar" (Com Swae Lee)                  | 4:09    |  |
| 12.            | "Independiente"                              | 3:12    |  |
| 13.            | "Reggaeton en Paris" (Com Dalex e Nicky Jam) | 4:01    |  |
| 14.            | "Te Soñé de Nuevo"                           | 3:18    |  |
| 15.            | "Danzau"                                     | 2:41    |  |
| 16.            | "Amor Genuino"                               | 2:58    |  |
| 17.            | "Baila Baila Baila"                          | 2:38    |  |
| 18.            | "Qué Pena"                                   | 2:32    |  |
| Duração total: | Duração total:                               | 59:03   |  |